# Edwardsiana crataegi
Edwardsiana crataegi är en insektsart som först beskrevs av Douglas 1876.  Edwardsiana crataegi ingår i släktet Edwardsiana och familjen dvärgstritar. Arten är reproducerande i Sverige. Inga underarter finns listade i Catalogue of Life.